# 叶于浦
叶于浦（1926年—2013年），男，汉族，祖籍福建福州，生于上海，中国无机化学家，曾任北京大学化学系教授。